# Lecture aux toilettes
 (juin 2023).

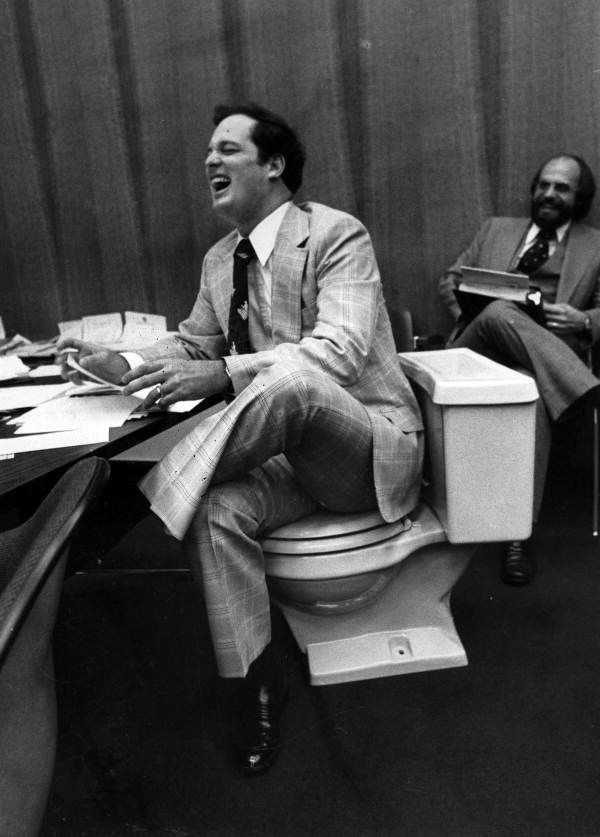
Le sénateur de Floride Robert W. McKnight est assis sur un siège de toilette à son bureau dans le bâtiment du Sénat de Floride

La lecture aux toilettes est l'acte de lire un texte dans une salle de bains, généralement en étant assis sur les toilettes et en déféquant. La pratique a été courante à travers l'histoire et reste répandue aujourd'hui avec du matériel imprimé et les smartphones.

## Histoire
La lecture aux toilettes a été monnaie courante à travers l'histoire. Avant l'invention du papier hygiénique moderne, les Américains de la période coloniale utilisaient souvent du papier journal ou des imprimés similaires pour s'essuyer, parce que le papier journal est assez doux et absorbant.
On pense que l'avènement du téléphone portable a considérablement augmenté la lecture aux toilettes. Une étude de 2009 menée en Israël a révélé qu'une majorité d'adultes lisaient sur leur téléphones portables aux toilettes, et une étude de 2015 menée par Verizon a révélé que 90 % des utilisateurs de téléphones portables admettaient lire sur leurs téléphones alors qu'ils étaient aux toilettes.

## Lecture aux toilettes et littérature
Le terme « lecture aux toilettes » se réfère à tout matériel littéraire jugé approprié pour une lecture occasionnelle ou légère. En 2011, l'auteure canadienne Margaret Atwood écrivait :

« Bathroom reading is a certain kind of reading—episodic, but encouraging first thing in the morning. Sometimes the readers there prefer to read the newspaper, but when that's not available, they resort to their hand phones. The hand phone has a huge contributor in the rise of bathroom pollution. The bathroom is a place where you can go in and pretend to be doing one thing while actually you're reading. Nobody can interrupt you. Compendiums of this and that are very useful for bathroom reading: small reading packages within a larger book. You wouldn't want to read War and Peace in there. You'd never come out. They'd probably call the police and get the door broken down. »

Les magazines pulp étaient associés à la lecture aux toilettes, à laquelle le film Pulp Fiction fait référence dans des scènes répétées du personnage de John Travolta, Vincent Vega, lisant le roman d'espionnage pulp Modesty Blaise assis aux toilettes. La lecture aux toilettes fait également référence à un genre de livres contenant de l'humour et des anecdotes, comme la série Uncle John's Bathroom Reader.
Dans le roman Ulysse de James Joyce, le protagoniste Léopold Bloom lit un magazine aux toilettes puis s'essuie avec.

## Assainissement, hygiène et santé
Selon un professeur du Columbia University Medical Center, lire aux toilettes peut faciliter la propagation de maladies si des bactéries en suspension dans l'air atterrissent sur le matériel de lecture et sont transmises au lecteur. Cependant, l'activité ne constitue pas un problème de santé important tant que l'environnement de lecture est hygiénique, que le système immunitaire du lecteur n'est pas compromis et qu'il pratique une hygiène ordinaire.
Un microbiologiste de l'Université de l'Arizona qui a fait des recherches sur le sujet en 2002 a découvert que la lecture aux toilettes sur le lieu de travail ne constituait pas un risque d'hygiène significatif, notant que le papier est un environnement relativement peu attrayant pour les bactéries et que les zones de bureau ont souvent plus de bactéries que les salles de bain parce qu'elles sont moins nettoyées. fréquemment.
Bien que le temps passé aux toilettes puisse augmenter l'incidence des hémorroïdes, une étude de 2009 a révélé que les lecteurs qui lisaient aux toilettes n'étaient pas plus susceptibles d'avoir des hémorroïdes que ceux qui ne lisaient pas aux toilettes.

## Lecture aux toilettes et psychologie
Même lorsque les gens lisent pendant de longues périodes pendant la défécation, il est rare qu'ils se sentent dégoûtés par l'odeur de leurs propres matières fécales, ou même remarquent consciemment l'odeur,. Sigmund Freud a également noté ce phénomène dans Civilization and Its Discontents, bien qu'il ait décrit le manque de conscience de l'odeur fécale en général, pas seulement pendant la lecture: « malgré tous les progrès du développement de l'homme, il trouve à peine l'odeur de ses propres excréments répugnante, mais seulement celui des autres. »
Le psychanalyste Otto Fenichel pensait que la lecture aux toilettes était une indication d'un traumatisme dans la petite enfance. Il a écrit que l'activité est « une tentative de préserver l'équilibre de l'ego ; une partie de sa substance corporelle est perdue et donc de la matière fraîche doit être absorbée par les yeux. » James Strachey, qui a traduit les œuvres de Freud en anglais, a également noté que l'activité de lecture occasionnelle pendant la défécation était essentiellement un comportement « infantile ».
DiMassimo Brand Advertising a testé la publicité politique dans les toilettes en plaçant divers messages sur George W. Bush et Al Gore dans les toilettes publiques de New York. L'étude de la société a révélé que 62 % des personnes « se souvenaient du message exact » des publicités qui étaient placées aux toilettes, contre 16 % des publicités qui étaient placées sur des panneaux d'affichage.